# Liste der Monuments historiques in Baslieux
Die Liste der Monuments historiques in Baslieux führt die Monuments historiques in der französischen Gemeinde Baslieux auf.

## Liste der Immobilien
| Bezeichnung                 | Beschreibung                                            | Standort                      | Kennzeichnung | Schutzstatus | Datum | Bild           |
| --------------------------- | ------------------------------------------------------- | ----------------------------- | ------------- | ------------ | ----- | -------------- |
| Kirche St-Pierre-et-St-Paul | Chor und Turm von 1560, Schiff von 1869 bis 1871 erbaut | Place de la République (Lage) | PA00105997    | Inscrit      | 1984  | weitere Bilder |

## Liste der Objekte
| Bezeichnung                        | Beschreibung                                                               | Standort                                  | Kennzeichnung | Schutzstatus | Datum | Bild |
| ---------------------------------- | -------------------------------------------------------------------------- | ----------------------------------------- | ------------- | ------------ | ----- | ---- |
| Altarrelief                        | Holz, farbig gefasst und vergoldet, Ende des 17. Jahrhunderts; eingelagert | in der Kirche St-Pierre-et-St-Paul (Lage) | PM54001390    | Inscrit      | 1996  |      |
| Kreuzigungsgruppe                  | Holz, 1560                                                                 | in der Kirche St-Pierre-et-St-Paul (Lage) | PM54000038    | Classé       | 1955  |      |
| Zwei Adlerpulte und eine Konsole   | Holz, vergoldet, 18. Jahrhundert                                           | in der Kirche St-Pierre-et-St-Paul (Lage) | PM54001391    | Inscrit      | 1996  |      |
| Hauptaltar                         | Altartisch; Stein, bezeichnet 1560                                         | in der Kirche St-Pierre-et-St-Paul (Lage) | PM54000039    | Classé       | 1955  |      |
| Zwei Skulpturen: Petrus und Paulus | Stein, farbig gefasst, 1560                                                | in der Kirche St-Pierre-et-St-Paul (Lage) | PM54000040    | Classé       | 1955  |      |